# Bajkalsko-amurská magistrála
Bajkalsko-amurská magistrála (rusky Байкало-Амурская магистраль, zkráceně BAM), je označení pro soustavu železničních tratí v Rusku, na východní Sibiři a Dálném východě. Se svými 4287 km patří mezi nejdelší trati světa. Hlavní stavební práce proběhly v 70. a 80. letech 20. století s cíli jednak strategickými (druhá železniční trať na východ, dále od čínských hranic), jednak hospodářskými (velká ložiska cenných surovin). Ty se však zatím nepodařilo využít. V 21. století se o ní opět uvažuje jednak jako s nástrojem rozvoje regionu, jednak má převzít část nákladní dopravy z přetížené Transsibiřské magistrály. Na překážku je však provizorní charakter dosud postavených jednokolejných částí.

## Průběh trati
Hlavní trať BAM probíhá přibližně souběžně s Transsibiřskou magistrálou, ale o 150 až 700 km severněji. Na „Transsib“ se napojuje ve městě Tajšet v Irkutské oblasti, dále pokračuje přes Bratsk na řece Angaře do města Usť-Kut na řece Leně, které je někdy považováno za počátek vlastní BAM. Z Usť-Kutu trať pokračuje k jezeru Bajkal, které obchází ze severu u města Severobajkalsk. Dále na dlouhém úseku prochází téměř liduprázdnou krajinou Stanového pohoří až dosáhne města Tynda, hlavního uzlu celé trati. Z Tyndy na jih vede 180 km dlouhá spojovací trať do stanice Bamovskaja na Transsibiřské magistrále. Hned za Tyndou u Bestuževa se z hlavní trati BAM odděluje další větev, tzv. Amursko-jakutská magistrála. U Verchnězejska trať překonává přehradu na řece Zeja a přes Fevralsk míří do Urgalu, který je další křižovatkou, odkud vede na jednu stranu krátká odbočka do města Čegdomyn a směrem na jih 328 km dlouhá spojka do stanice Izvestkovaja na Transsibiřské magistrále. Z Urgalu BAM míří do Komsomolsku na Amuru. Komsomolsk je pak dále spojen s přístavem Sovětskaja Gavaň na pobřeží Tichého oceánu (468 km) a s Chabarovskem na Transsibiřské magistrále (340 km). Hlavní úsek z Tajšetu do Sovětské Gavaně měří celkem zhruba 4 200 km.

## Výstavba
Na konci 80. let 19. století byla trasa dnešní BAM jednou z variant východního úseku připravované Transsibiřské magistrály. Již v době její výstavby se prováděly průzkumné práce pro budoucí „druhý Transsib“. Ve 20. letech se vyskytovaly i smělé projekty zavedení železnic až do tak odlehlých dálnovýchodních měst jako např. Ochotsk.

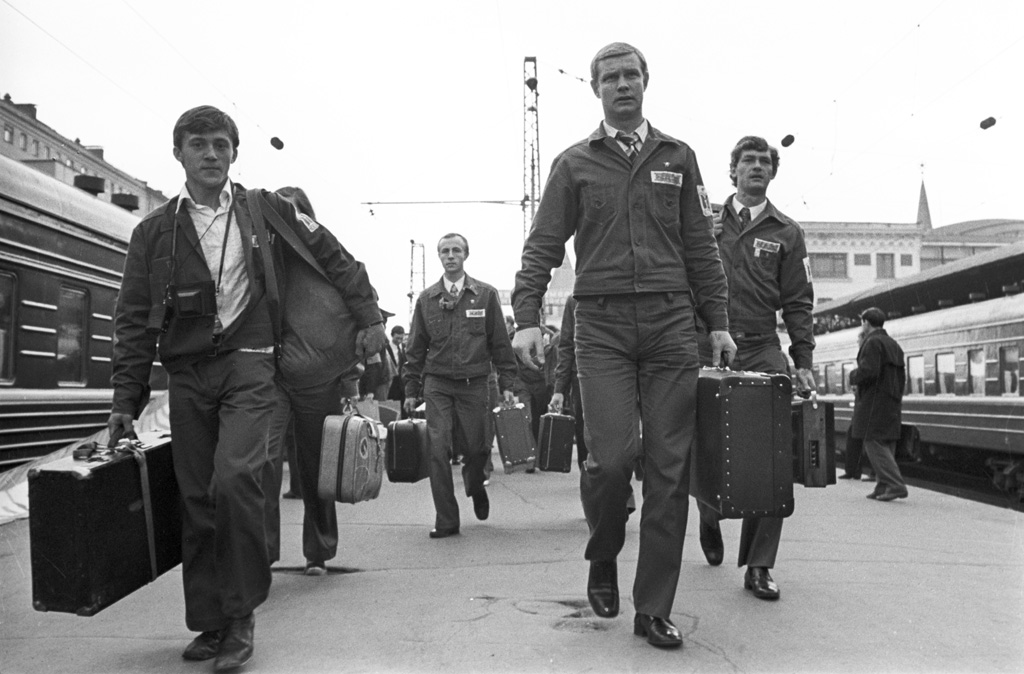
Moskevští komsomolci vyrážejí na stavbu BAM (1974)

V roce 1932 se pro chystané železniční spojení začalo užívat názvu „Bajkalsko-amurská magistrála“ a byla postavena spojovací trať do Tyndy. Následujícího roku vláda SSSR rozhodla o stavbě BAM v trase Tajšet – Urgal – Komsomolsk – Sovětskaja Gavaň. Roku 1940 byly dokončeny projektové práce celé magistrály. Stavbu narušila druhá světová válka, na jejímž konci došlo k obnovení prací, kdy velkou část pracovní síly tvořili trestanci a němečtí a japonští váleční zajatci. V roce 1947 byly zprovozněny oba koncové úseky magistrály Tajšet – Bratsk na západě a Komsomolsk – Sovětskaja Gavaň na východě. Zatímco práce na východním úseku po Stalinově smrti ustaly, na západě byl dokončen další díl trati z Bratska (kde vznikla obří přehrada s hydroelektrárnou) až do stanice Lena ve městě Usť-Kut.
V 60. letech se výstavba BAM omezila na elektrizaci stávajících úseků a aktualizaci projektů. V době, kdy vyhrocené vztahy mezi SSSR a ČLR přecházely až v pohraniční přestřelky a zvláště poté, co došlo k normalizaci vztahů mezi ČLR a USA, vyvstala potřeba alternativního železničního spojení s Dálným východem, které by neprocházelo v těsné blízkosti čínských hranic, jako stávající Transsibiřská magistrála. Dalším nezanedbatelným důvodem bylo ohromné nerostné bohatství této dosud pusté oblasti. Proto se v 70. letech opět rozběhly stavební práce. V březnu 1974 vyhlásil generální tajemník KSSS Leonid Brežněv BAM „nejdůležitější stavbou IX. pětiletky“.

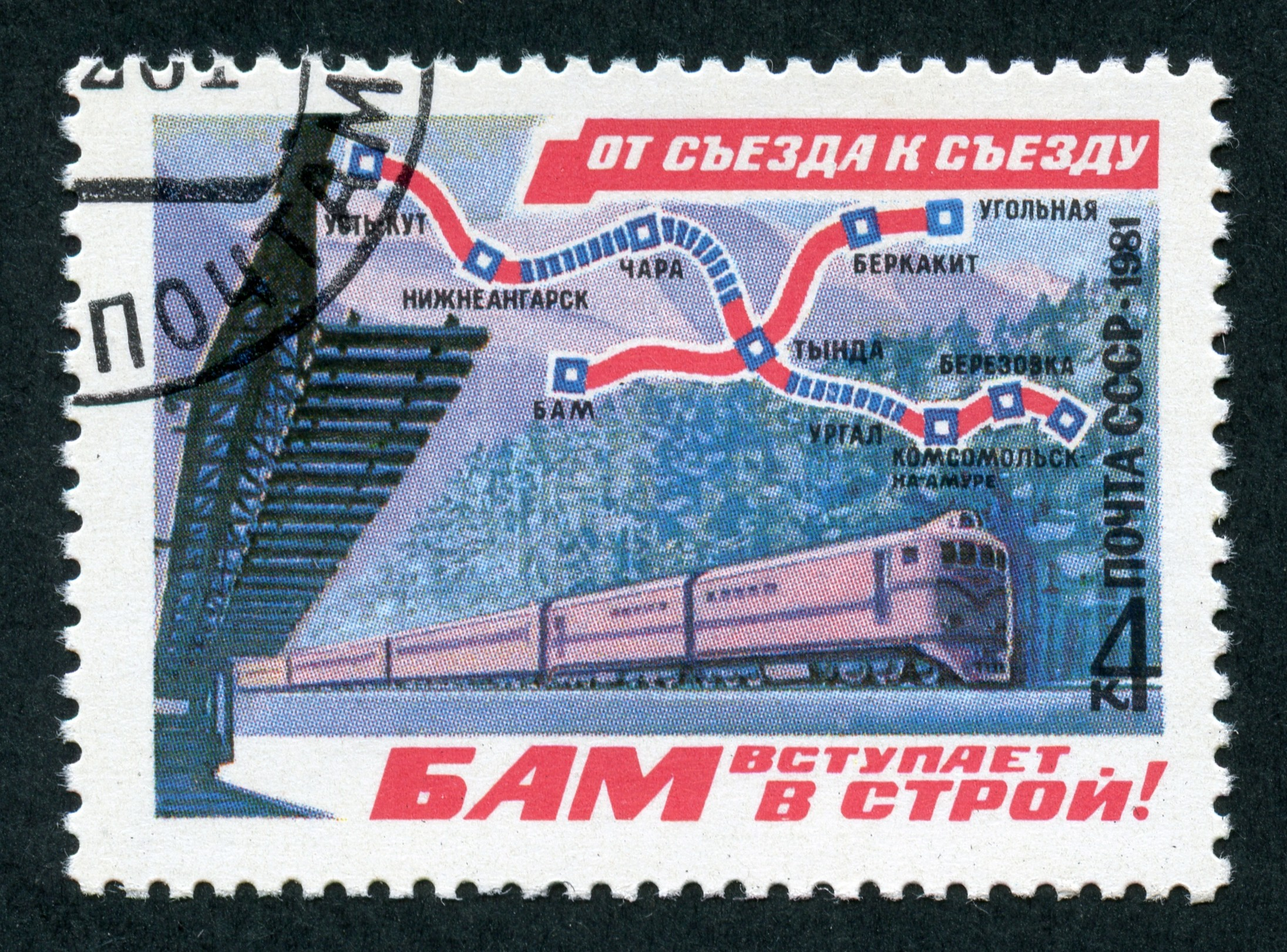
Poštovní známka z roku 1981

Výstavbu BAM doprovázela velká propagandistická kampaň. Na stavbu se sjížděli pracovníci z celého Sovětského svazu. Některé stanice stavěli pracovníci z konkrétních sovětských republik, například Ázerbájdžánci stavěli stanici Angoja, Arméni Kjuchelbekerskuju, Bělorusové Mujakan, Gruzíni Ikabju, Kazaši Novuju Čaru, Lotyši Taksim, Litevci Novyj Uojan, Moldavané Alonku, Uzbekové Kuandu, Ukrajinci Novyj Urgal, Estonci Kičeru. Za účast na výstavbě se rozdávala nejrůznější ocenění, stavitelé byli oslavováni jako hrdinové. Magistrála se objevila na známkách, byla o ní složena řada písní. Zároveň s výstavbou probíhalo osidlování dosud pustých oblastí, vznikla tak řada obcí, které se měly stát základem budoucího rozvoje.
Po deseti letech intenzivních prací se na podzim 1984 obě větve trati setkaly. 1. října onoho roku byl ve stanici Kuanda na západě Čitské oblasti s velkou slávou zatlučen symbolický zlatý hřeb do pražce. Magistrála však měla k dokončení ještě daleko a do řádného provozu byla předána teprve na přelomu 80. a 90. let. Mnohé úseky v náročném terénu byly položeny jako provizorní obchvaty a výstavba definitivní trati, stejně jako elektrifikace probíhala dodatečně. Severomujský tunel v Burjatsku, s 15,3 km nejdelší v celém Rusku, tak byl zprovozněn teprve v prosinci 2003. O složitosti úkolů, které museli stavitelé překonat, svědčí fakt, že magistrála zahrnuje na 4 200 mostů a mostků o celkové délce 400 km a 21 tunelů, měřících dohromady 47 km.

## Úpadek magistrály
Už s nástupem glasnosti ve druhé polovině 80. let se stavba začala stávat terčem kritiky jako symbol marnotratného velikášství tzv. éry stagnace. Období přechodu na tržní hospodářství a hlubokého ekonomického úpadku v 90. letech pro ni znamenalo další těžkou ránu. Magistrála, jejíž hospodářský význam byl vážně zpochybňován, tak spíše živořila. Nově budovaná města a vesnice okolo trati se kvapně vylidňovala a po trati projelo sotva několik vlaků denně.

## Současnost
V novém tisíciletí si ruské vlády začaly opět uvědomovat nejenom význam trati pro rozvoj oblasti či strategický význam severní magistrály, ale znovu se začalo hovořit i o jejím ekonomickém potenciálu. Z velkolepých sovětských plánů na využití místního přírodního bohatství nebylo nakonec prakticky nic realizováno, avšak v období ekonomického vzestupu na počátku 21. století začal být o suroviny v blízkosti železnice zájem. Roku 2011 tak byly otevřeny Elginské uhelné doly, k nimž si majitel – firma Mečel –  v letech 2008–2012 vybudoval 321 km dlouhou vlečku. Roku 2017 by mělo být zprovozněno Činějské naleziště (66 km dlouhá vlečka je ve výstavbě), které má být jedním z největších zdrojů titanu v Rusku a jedním z největších nalezišť vanadu vůbec na světě.

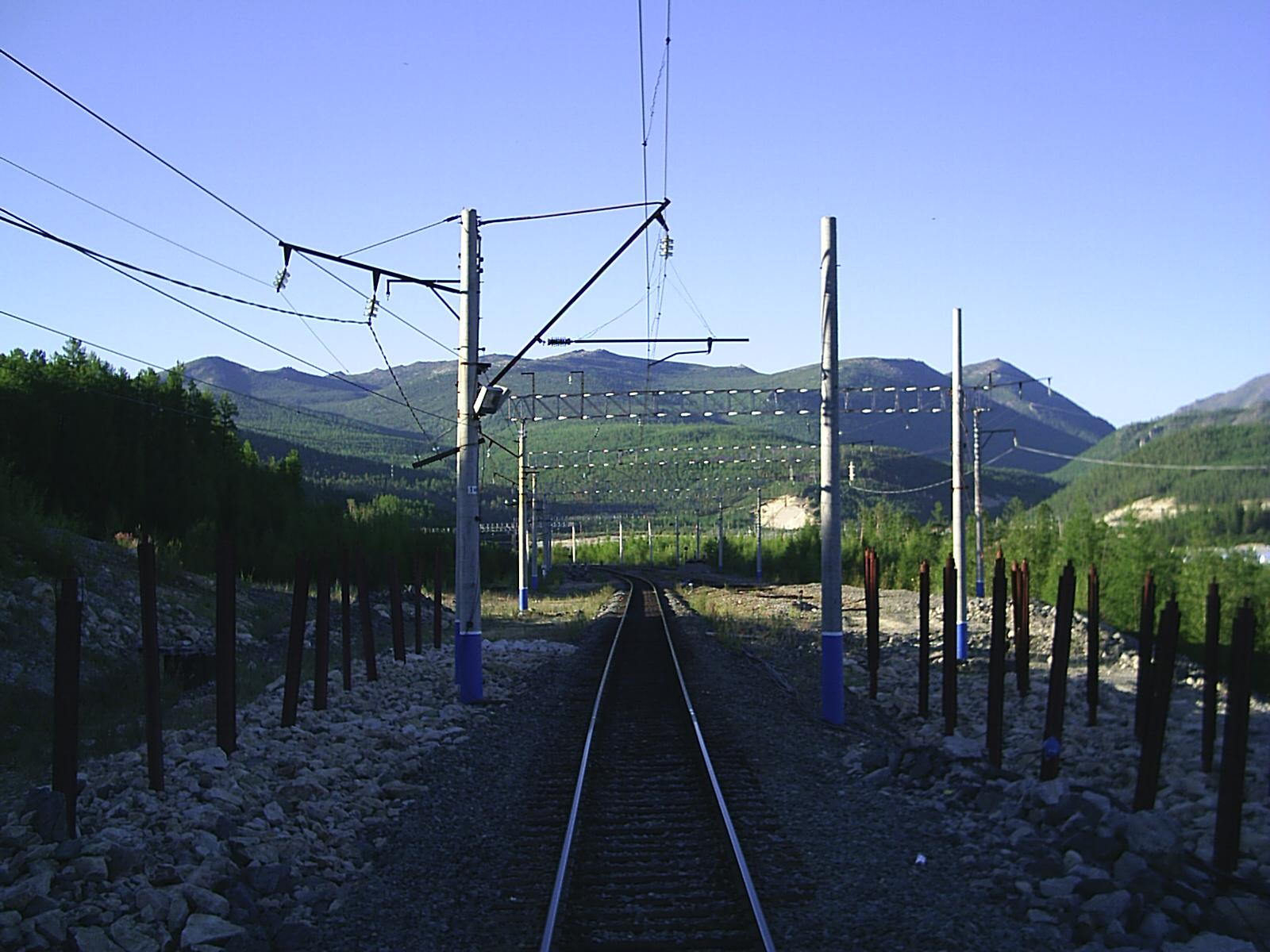
Jednokolejná trať

Rossijskije železnyje dorogi vnímají ekonomický potenciál Bajkalsko-amurské magistrály jakožto alternativní trati pro nákladní dopravu, která by odlehčila přetížené Transsibiřské magistrále. Navíc, trať BAM při cestě z centrálního Ruska oproti ní o 500 km kratší při dopravě k tichomořskému přístavu, o 200 km kratší při cestě do Vladivostoku a při plánovaném železničním spojení se Sachalinem ušetří až 1000 km. Velkým problémem však je, že narychlo stavěná trať je na většině její délky pouze jednokolejná a není koncipována pro těžké nákladní vlaky. Jen západní část v délce 1469 km je elektrizována, a to napětím 27,5 kV, 50 Hz, s trolejí ve výšce 6,5 m, takže po ní mohou jezdit jen upravené lokomotivy. Roku 2009 tak po ní například bylo přepraveno pouze 12 milionů tun nákladu. To ji spolu s nízkým objemem osobní přepravy (cca 12 milionů pasažérů roku 2009) činí nerentabilní, trať je dlouhodobě ztrátová. V roce 2012 jezdil po trati jeden pár dálkových rychlíků denně.
Roku 2009 začala velká rekonstrukce východního úseku Sovětskaja Gavaň – Komsomolsk na Amuru, oceňovaná na 59,8 miliard rublů. Došlo nejenom k rekonstrukci stávající infrastruktury, ale především ke zdvojkolejnění trati a výstavbě nového Kuzněcovského tunelu (3890 m), který zkrátil trať o 12,7 km. Zároveň tato rekonstrukce zvýšila maximální možnou hmotnost vlaků z 3600 tun na 5600 tun. V 10. letech 21. století se rozeběhly práce na rekonstrukci trati (mnohdy poškozené táním permafrostu), stavbě výhyben, přestavbě nádraží a zdvoukolejňování trati. Díky rozsahu prací se začalo hovořit o stavbě BAM-2, neboť celou trasu bude třeba vystavět v podstatě úplně znovu. Navazující Amursko-jakutská magistrála je již téměř dokončena a v roce 2018 pověřil prezident Putin vládu, aby prověřila hlavně ekonomické aspekty projektovaného železničního spojení na ostrov Sachalin, jež by navazovalo na odbočku BAM. Po mnoha projektech podmořského tunelu navrhla vláda naopak stavbu mostu. 
Ve své Strategii-2030 předpokládají ruské dráhy, že Bajkalsko-amurská magistrála bude specializována na těžké nákladní vlaky. Objem nákladní dopravy by měl v blízké době vzrůst až na 50 milionů tun ročně (pro srovnání: po Transsibiřské magistrále bylo roku 2015 přepraveno 113,1 milionů tun nákladu).